# Gråhuvad munia
Gråhuvad munia (Lonchura caniceps) är en fågel i familjen astrilder inom ordningen tättingar.

## Utseende och läte
Gråhuvad munia är en liten tätting med vitaktigt till ljusgrått huvud, mörkt gråbrun rygg, ljusgrått bröst och svart buk. De olika populationerna skiljer sig åt, där de i låglandet har mörkare rygg med orange på stjärt och övergump, medan bergsbestånd istället har gult på de senare. Ungfågeln liknar ung brunbröstad munia, men har ljusare huvud och mörkare näbb. Lätena består av mjuka, kvittrande toner.

## Utbredning och systematik
Gråhuvad munia förekommer enbart på sydöstra Nya Guinea och delas in i tre underarter med följande utbredning:
- L. c. caniceps – Yule Island och Hall Sound till Port Moresby
- L. c. scratchleyana – Malalaua och Kuprianobergen
- L. c. kumusii – Kumusifloden till övre Musafloden

## Levnadssätt
Gråhuvad munia hittas i gräsmarker i låglänta områden och medelhöga bergstrakter.

## Status
Arten har ett stort utbredningsområde och beståndet anses stabilt. Internationella naturvårdsunionen IUCN listar den därför som livskraftig (LC).